# 信子とおばあちゃん
『信子とおばあちゃん』（のぶことおばあちゃん）は、1969年（昭和44年）4月7日から1970年（昭和45年）4月4日まで放送されたNHK連続テレビ小説の第9作である。全309回。

## 解説
獅子文六のベストセラー小説「信子」「おばあさん」を基に、井手俊郎が脚本を担当した。佐賀娘・信子が、おばあちゃんや周囲の人たちの励ましの中、強く生きていく姿を描く。「信子」「おばあさん」はそれぞれ主婦の友社などで刊行されていたが、当ドラマ化にあわせて「信子・おばあさん」として刊行された。
映像を収録した全話のマスターテープは他の番組制作に使い回されて、映像がまったく残っていない。
放送期間平均視聴率は37.8%、最高平均視聴率は46.8%（ビデオリサーチ調べ、関東地区・世帯）。
昭和天皇も見ていた作品として話題になった。

## キャスト
小宮山信子
演 - 大谷直子
ヒロイン
小宮山佳年（かね）
演 - 毛利菊枝
信子のおばあちゃん
小宮山健一
演 - 北沢彪
信子の父
小宮山邦子
演 - 加藤道子
信子の母
徳田米子
演 - 藤間紫
信子のおば
徳田勝
演 - 渡辺篤史
米子の息子
欣二
演 - 根上淳
信子のおじ
滝子
演 - 丹阿弥谷津子
欣二の妻
谷口一彦
演 - 下條アトム
信子の友人
笹崎真
演 - 田村亮
信子の友人
高橋久子
演 - 二木てるみ
信子の友人
その他
演 - 高峰三枝子、河野秋武、松原マモル、佐藤英夫、沢村貞子、久保菜穂子、伊藤孝雄、川口恒、中尾彬、前田吟、ミヤコ蝶々、桜田千枝子、菊容子

## スタッフ
- 原作 - 獅子文六[2]（「信子」「おばあさん」より）
- 脚本 - 井手俊郎[2]
- 音楽 - 田中正史[2]
- 制作 - 堀川浩二[2]
- 演出 - 辻元一郎[2]、平原日出夫
- 美術 - 大家靖史[2]
- 技術 - 浅川登[2]
- 語り - 青木一雄アナウンサー